# Spartocos III
Pour les articles homonymes, voir Spartocos.
Spartocos III est un roi du Bosphore ayant régné de 304 à 284 av. J.-C.

## Règne
Selon Diodore de Sicile, après la mort accidentelle du roi Eumélos, son fils, Spartocos III lui succède et règne pendant vingt ans. 
Il entretient de bonnes relations avec Athènes, qu'il ravitaille en blé. C'est dans ce contexte que l'édification à Athènes d'une statue en l'honneur du monarque, destinée à être placé auprès de celles de ses ancêtres, est votée sous le gouvernement de l'archonte Diotimos en 285/284 av. J.-C.
Spartakos III est peut-être le père de Pairisadès II.